# ラララ 〜愛をありがとう〜
『ラララ 〜愛をありがとう〜』は、韓国の6人組グループ・VIXXの2枚目のスタジオ・アルバムである。2017年9月27日に発売された。

## 仕様
初回限定盤A
- CD+DVD

初回限定盤B
- CD+DVD

通常盤
- CDのみ

## 収録曲
1. ラララ 〜愛をありがとう〜
2. Celebration!!
3. Crush My Mind
4. How ‘bout you
5. サボテン
6. ラララ 〜愛をありがとう〜 (Inst.)
7. Celebration!! (Inst.)
8. Crush My Mind (Inst.)
9. How ‘bout you (Inst.)
10. サボテン (Inst.)

### DVD (初回限定盤A)
- ラララ 〜愛をありがとう〜 (Music Video)
- ラララ 〜愛をありがとう〜 (Recording Studio Sketch Film)

### DVD (初回限定盤B)
1. ラララ 〜愛をありがとう〜 (Music Video)
2. ラララ 〜愛をありがとう〜 (Music Video Making Film)